# Ennismore
Ennismore is het tweede studioalbum van Colin Blunstone als soloartiest. Hij zette met dit album zijn samenwerking met oud-Zombieslid Rod Argent voort. Voor de musici kon Blunstone een beroep doen op de leden van Argent (A) en leden van zijn toenmalige begeleidingsband (B).
Ennismore werd later de naam van Blunstones eigen platenlabel.

## Musici
- piano: Rod Argent (A), Mike Snow, Phil Denys (tevens arrangement track 11), Russ Ballard (A), Pete Wingfield (B)
- gitaar: Colin Blunstone, Russ Ballard, Mike Snow, Dereck Griffiths (B)
- basgitaar: Terry Poole (B), Steve Bingham, Jim Rodford (A)
- slagwerk: Jim Toomey (B), Robert Henrit (A), Byron Lyefoot
- arrangeur: Chris Gunning.

## Muziek
| Nr. | Titel                                             | Duur |
| --- | ------------------------------------------------- | ---- |
| 1.  | I don’t believe in miracles (Ballard)             | 3:01 |
| 2.  | Quartet 1: Exclusively for me (Blunstone, Jones)  | 2:30 |
| 3.  | Quartet 2: A sign from me to you (Blunstone)      | 3:58 |
| 4.  | Quartet 3: Every sound I heard (Blunstone, Jones) | 2:26 |
| 5.  | Quartet 4: How wrong can one man be (Blunstone)   | 2:01 |
| 6.  | I want some more (Blunstone)                      | 3:05 |
| 7.  | Pay me later (Blunstone, Dennys)                  | 2:46 |
| 8.  | Andorra (Argent, White)                           | 3:18 |
| 9.  | I’ve always had you (Blunstone)                   | 2:31 |
| 10. | Time’s running out (Blunstone)                    | 2:40 |
| 11. | How could we dare to be wrong (Blunstone, Dennys) | 3:24 |

## Singles
Van het album verschenen in Nederland drie singles:
- I don’t believe in miracles/I’ve always had you, werd geen hit
- Andorra (over Andorra)/How could we dare to be wrong, haalde de onderste regionen van de Daverende Dertig
- I want some more/Pay me later, schampte de top 10 van de Daverende Dertig.